# Wilhelm von Hatzfeld
Wilhelm von Hatzfeld (* nach 1523; † im 16. Jahrhundert) war Domherr in Münster und Paderborn.

## Leben
Wilhelm von Hatzfeld entstammte dem edelfreien Geschlecht von Hatzfeld, das aus dem oberen Lahngau kam und dessen Name sich von dem Stammhaus Hatzfeld ableitete. Zahlreiche namhafte Persönlichkeiten sind daraus hervorgegangen. Er war der Sohn des Hermann von Hatzfeld zu Werther (1493–1539) und dessen Gemahlin Anna Droste von Schweckhausen († 1553). Sie heirateten 1523. Durch die Ehe, die acht Kinder hervorbrachte, kam 1526 die Herrschaft Werther in den Besitz der Familie.
Wilhelms Bruder Johann († 1564, ⚭ Anna von Wendt) wurde Nachfolger seines Vaters als Herr zu Werther. Sein Bruder Sebastian war Domherr in Münster, Heinrich Domherr in Münster und Paderborn. Wilhelms Onkel Georg war Domdechant in Münster.
1559 erhielt Wilhelm eine münstersche Dompräbende, auf die er noch im selben Jahr zugunsten des Domherrn Konrad von Westerholt verzichtete. Die Quellenlage gibt keinen weiteren Aufschluss über seinen weiteren Lebensweg.